# Тверитинов, Дмитрий Иванович
Дмитрий Иванович Тверитинов (7 ноября 1923 — 1953) — капитан Советской Армии, участник Великой Отечественной войны, Герой Советского Союза (1945).

## Биография
Дмитрий Тверитинов родился 7 ноября 1923 года в деревне Русская Мосара (ныне — Мари-Турекский район Марий Эл) в крестьянской русской семье. После окончания семи классов школы работал в колхозе. В ноябре 1942 года Тверитинов был призван на службу в Рабоче-крестьянскую Красную Армию, службу проходил в 9-й отдельной лыжной бригаде Приволжского округа. С января 1943 года — на фронтах Великой Отечественной войны. Воевал на Брянском, Центральном, Белорусском, 1-м. 2-м, 3-м Белорусском фронтах. в 1943 году прошёл обучение на курсах младшего командирского состава, получил звание младший лейтенант. В боях шестикратно ранен и контужен. Участник боёв за освобождение городов Малоархангельск, Гомель, принимал участие в Белорусской и Восточно-Прусской операциях. 
К сентябрю 1944 года младший лейтенант Дмитрий Тверитинов командовал ротой 1343-го стрелкового полка 399-й стрелковой дивизии 48-й армии 1-го Белорусского фронта. Особо отличился во время освобождения Польши. 3 сентября 1944 года рота Тверитинова обошла немецкие рубежи в районе деревни Рынек, атаковала противника и, нанеся ему большие потери, обеспечила успех прорыва обороны. 4 сентября 1944 года Тверитинов, несмотря на чрезвычайно плотный огонь противника, первым со своей ротой форсировал реку Нарев, захватил плацдарм и прочно укрепился. Сдерживая натиск противника и уничтожая его живую силу и технику силами только одной своей роты, Тверитинов способствовал переправе остальных стрелковых подразделений, а затем принял активное участие в боях за расширение плацдарма на западном берегу реки.
Указом Президиума Верховного Совета СССР от 24 марта 1945 года за «образцовое выполнение боевых заданий командования на фронте борьбы с немецкими захватчиками и проявленные при этом мужество и героизм» младший лейтенант Дмитрий Тверитинов был удостоен высокого звания Героя Советского Союза с вручением ордена Ленина и медали «Золотая Звезда» за номером 6112.
Участвовал в Параде Победы. После войны службу проходил командиром стрелковой роты в 83-й и 5-й стрелковых дивизиях Прибалтийского военного округа. В 1947 году в звании капитана Тверитинов был уволен в запас. Проживал и работал в посёлке Знаменск Гвардейского района Калининградской области. Работал шофёром на Знаменской бумажной фабрике. Скоропостижно скончался от аппендицита во время поездки к родственникам в Калинин в 1953 году. Похоронен на Первомайском кладбище Твери.

## Награды
Был также награждён орденами Красного Знамени и Красной Звезды, рядом медалей.

## Память
В честь Тверитинова названы улица и школа в селе Хлебниково Мари-Турекского района.